# Megan Farrel
Megan Farrel (Bracebridge, 26 febbraio 1992) è una snowboarder canadese, specializzata in slalom gigante parallelo e slalom parallelo.

## Biografia
Originaria di Bracebridge e attiva a livello internazionale dal marzo 2008, Megan Farrel ha debuttato in Coppa del Mondo il 24 gennaio 2010, giungendo 43ª nello slalom gigante parallelo di Stoneham. Il 19 marzo 2022 ha ottenuto, in slalom parallelo, a Berchtesgaden, il suo primo podio nel massimo circuito, classificandosi al 2º posto nella gara vinta dalla svizzera Julie Zogg. 
In carriera ha preso parte a un'edizione dei Giochi olimpici invernali e a sei gare dei Campionati mondiali di snowboard.

## Palmarès

### Coppa del Mondo
- Miglior piazzamento in Coppa del Mondo di parallelo: 12ª nel 2022
- Miglior piazzamento nella Coppa del Mondo di slalom gigante parallelo: 22ª nel 2021 e nel 2022
- Miglior piazzamento nella Coppa del Mondo di slalom parallelo: 5ª nel 2022
- 2 podi:
  - 1 secondo posto
  - 1 terzo posto